# Maria Elena Maseras i Ribera
Maria Elena Maseras i Ribera (Vila-seca, 25 de maig de 1853 - Maó, 4 de desembre de 1905) fou una metgessa i pedagoga catalana, primera dona de tot l’Estat que va titular-se a la universitat, matriculada a la Facultat de Medicina de la Universitat de Barcelona, el curs 1872-73.

## Biografia
Filla de Miquel Maseras i Gasó, veterinari natural de Mont-roig del Camp, i de Francesca Ribera i Gil, d'Ulldecona. Cursà el batxillerat a l'Institut de Tarragona i decidí estudiar Medicina. Tenint en compte que al 1872 les dones no podien accedir als estudis universitaris, va haver de demanar un permís especial al rei Amadeu I per fer els estudis de Segon Ensenyament, i continuar després a la Universitat. El permís d'Amadeu de Saboya li fou concedit per mitjà d'una Reial Ordre el 2 de setembre de 1871, permetent-li estudiar la carrera de medicina a la Universitat de Barcelona, però sense otorgar-li l'accés a les aules. Maseras s'examinà en dues convocatòries seguides, juny i setembre, de totes les matèries de batxillerat i al cap d'un any d'haver cursat la petició al rei es pogué matricular a la universitat.
El mes de setembre de 1872 Elena Maseras fou la primera dona de l'Estat espanyol a trepitjar les aules de la Facultat de Medicina com a estudiant. Segons s'explica, la seva entrada fou rebuda amb aplaudiments pels companys. Dos dels seus germans més joves li van seguir els passos i també van estudiar medicina.
Acabà els estudis l'any 1878 i l'1 de febrer de 1879 demanà permís per examinar-se del grau de llicenciatura i obtenir el títol de medicina. El fet que fos dona produí gran confusió en els òrgans burocràtics, que van elevar el cas a consulta al Consell d'Instrucció Pública a Madrid, el qual trigà més de tres anys a resoldre i atorgar-li el permís per examinar-se. Obtingué el permís el juny de 1882, s'examinà el 25 d'octubre i obtingué un excel·lent. No hi ha constància, però, que s'arribés a doctorar, a diferència de Dolors Aleu i Riera i Martina Castells i Ballespí, que foren les primeres dones a llicenciar-se i doctorar-se en medicina l'any 1882.
Durant aquests tres anys que esperava l'autorització per l'examen de llicenciatura, Maria Elena estudià magisteri, la professió que va acabar exercint per la resta de la seva vida. Així doncs, es dedicà a l'ensenyament, primer a Vilanova i la Geltrú, Barcelona, Vilassar i després a Maó, on morí l'any 1905 a causa d'una patologia cardíaca a l'edat de 52 anys.

## Premis i reconeixements
- L'Observatori de la Igualtat de la Universitat Rovira i Virgili atorga el premi Maria Helena Maseras amb l'objectiu de “promoure la incorporació de la perspectiva i els estudis de gènere en la docència i en la recerca, i així eliminar discriminacions i desigualtats entre els homes i les dones en tots els estaments i funcions de la comunitat universitària”.[10]
- Des del dia 8 de març de 2006 una illa interior de l'Eixample de Barcelona, al carrer de Rosselló, porta el seu nom.
- Un nou Centre d'Estudis Vila-secans portarà el seu nom: Centre d'Estudis Vila-secans Maria Elena Maseras.[11][12]